# Robin Fletcher
Robin Anthony Fletcher, född 30 maj 1922 i Guildford, död 15 januari 2016, var en brittisk landhockeyspelare.
Fletcher blev olympisk bronsmedaljör i landhockey vid sommarspelen 1952 i Helsingfors.